# Arena Querétaro
La Arena Querétaro es un recinto ubicado en el barrio de San Roque, al norte de Santiago de Querétaro en el estado de Querétaro, México. Inaugurada el 6 de enero de 1982, ha sido escenario de múltiples combates emblemáticos de la lucha libre mexicana.
La Arena Querétaro fue diseñada y construida por el luchador y promotor Don Carlos Maynes Flores. La obra comenzó en 1980 en la calle Felipe Ángeles 188, en la Colonia San Roque, ubicada entre la Colonia España y la Colonia Santa Catalina. El recinto fue concluido dos años más tarde e inaugurado el 6 de enero de 1982 con un combate entre Ray Mendoza y Villano III contra Gran Hamada y Enrique Vera. Don Carlos Maynes Flores fue propietario de la Arena Querétaro hasta su fallecimiento, ocurrido el 28 de abril de 2015. Además, también fue responsable del diseño y construcción de la Arena Nezahualcóyotl (conocida comúnmente como Arena Neza), situada en Ciudad Nezahualcóyotl, justo al este de la Ciudad de México.
A lo largo de su historia, la Arena Querétaro ha recibido a figuras legendarias de la lucha libre mexicana como Mil Máscaras, Blue Demon, El Santo, Rayo de Jalisco y El Canek.   También ha sido escenario de combates protagonizados por luchadores internacionales de renombre, como Hulk Hogan y André el Gigante durante la década de 1980. En particular, André el Gigante participó en un combate en la arena el 18 de mayo de 1982, haciendo equipo con Fishman para enfrentar a El Canek, Killer Kim (Kim Kwang Sik) y Súper Astro.
El 4 de enero de 1983 se celebró en la Arena Querétaro el evento conmemorativo por su primer aniversario, con una pelea estelar entre El Canek y Dos Caras por el campeonato de peso pesado de la Universal Wrestling Association. Pocos días después, el 15 de enero del mismo año, André el Gigante regresó al recinto para hacer equipo con Abdullah Tamba, logrando la victoria frente a Cien Caras, Enrique Vera y Villano III. En aquella época, la arena tenía una capacidad superior a los 5,000 espectadores; sin embargo, actualmente su aforo se ha reducido a 500 personas por razones de seguridad contra incendios.
Con motivo del tercer aniversario de la Arena Querétaro, el 8 de enero de 1985 se llevó a cabo un combate destacado entre El Hijo del Santo y Negro Casas, ampliamente promocionado y recordado por los aficionados de la lucha libre.
El 6 de noviembre de 2019, la Arena Querétaro fue escenario de una lucha de apuestasaclamada por la crítica, protagonizada por los rivales locales Kastigador y Vengador. En este combate de “máscara contra máscara”, Kastigador resultó vencedor, lo que obligó a Vengador a quitarse la máscara y revelar su identidad al público, un acto de gran simbolismo dentro de la tradición de la lucha libre mexicana.
La promoción local TAO Lucha organiza funciones de lucha libre en la Arena Querétaro, generalmente los miércoles de cada semana o cada dos semanas. Por su parte, la asociación Generación XXI (G21), con sede en Irapuato y de mayor alcance, realiza al menos un evento mensual en el recinto. Ambas agrupaciones han colaborado ocasionalmente para presentar funciones conjuntas.
Desde marzo de 2020, Generación XXI es propiedad del luchador Angeluz Fly, quien ha tenido una presencia constante en la Arena Querétaro y es considerado uno de los nombres habituales en la cartelera. Angeluz Fly es hermano del fundador de G21, Martín Landeros, quien fue asesinado en febrero de 2020 en una ejecución ocurrida en un café de Irapuato.
En julio de 2020, la federación fue objeto de críticas por organizar un evento de lucha libre durante la pandemia de COVID-19. Aunque el espectáculo no se realizó en la Arena Querétaro, se transportaron espectadores desde ese lugar hasta una sede secreta.
La familia Álvarez es reconocida como una de las más respetadas e influyentes en la historia de la lucha libre en Querétaro. Los hermanos Dragón de Oriente I y Dragón de Oriente II, con más de 35 años de trayectoria, se desempeñan como entrenadores principales en la Arena Querétaro y, hasta 2020, aún participaban en combates en ocasiones especiales. La nueva generación también ha destacado: los hijos de Dragón de Oriente I —Lobo Lafayette, Homicida y Galáctico Dragón— se consolidaron como algunas de las figuras más sobresalientes de la arena durante la década de 2010.
Antes de adoptar su nombre actual, Dragón de Oriente I luchaba bajo el nombre de Rey Cometa, un nombre que posteriormente cedió a su alumno más destacado, quien también adoptó ese personaje y alcanzó notoriedad en el  Consejo Mundial de Lucha Libre . 

## Otras artes marciales
Aunque históricamente la Arena Querétaro ha sido utilizada principalmente para funciones de lucha libre, en años recientes ha diversificado sus actividades, sirviendo también como sede para eventos de artes marciales mixtas (MMA), boxeo tailandés y eventos de boxeo. La federación local de MMA, conocida como Battle of Champions 004, organiza combates sancionados en distintos estados de la región centro del país, incluyendo funciones en la propia arena.